# Гарвин (Минесота)
Гарвин (енгл. Garvin) град је у америчкој савезној држави Минесота.

## Демографија
По попису из 2010. године број становника је 135, што је 24 (-15,1%) становника мање него 2000. године.
| Група             | 2000.       | 2010.       |
| Белци             | 151 (95,0%) | 131 (97,0%) |
| Афроамериканци    | 0 (0,0%)    | 0 (0,0%)    |
| Азијати           | 1 (0,6%)    | 0 (0,0%)    |
| Хиспаноамериканци | 2 (1,3%)    | 0 (0,0%)    |
| Укупно            | 159         | 135         |